# Anna Wierzbicka
Anna Wierzbicka (Varsòvia, 10 de març de 1938) és una lingüista especialitzada en semàntica i lingüística comparada. A partir de la noció d'universal lingüístic, un tret compartit per totes les llengües del món, va intentar buscar quins mots tenien equivalents en tots els idiomes per correspondre a conceptes essencials per als éssers humans.
Per això, va crear el Natural semantic metalanguage, en què comparava 9 idiomes prou allunyats genèticament com per a considerar-se representatius. Va triar el polonès, el xinès, el malai, el laosià, el castellà, la llengua mbula, el cree i el yankunytjatjara, una llengua australiana. En totes aquestes, va trobar que existien aquests mots (llista en català):
- Designadors personals: jo, tu, algú, persona, cosa, cos
- Predicats sobre accions de la ment: pensar, saber, voler, veure, sentir i escoltar
- Relacionats amb la comunicació: dir, paraula, veritat
- Accions bàsiques: fer, succeir, tocar, moure, viure, morir
- Designador d'existència: hi ha
- Possessió: tenir
- Indicadors de temps i espai: on, aquí, amunt, avall, a prop, lluny, dins, fora, quan, ara, abans, després, temps llarg i curt, moment, aquest
- Conceptes de la lògica: no, potser, perquè, si
- Intensificadors: més/molt
- Quantificadors: un, dos, alguns, molts, tots
- Paraules que indiquen actitud: bo, dolent
- Comparació: semblant, un altre, el mateix, part de, tipus de
- Mida: gran, petit

## Obres

### Llibres
- (amb Cliff Goddard) Words and Meanings: Lexical Semantics Across Domains, Languages, and Cultures. Oxford UP (2014). ISBN 9780199668434
- Imprisoned in English. The Hazards of English As a Default Language, Oxford UP 2013. ISBN 978-0-19-932150-6
- Experience, Evidence, and Sense: The Hidden Cultural Legacy of English (2010). ISBN 0-19-536801-0
- English: Meaning and culture (2006). ISBN 0-19-517474-7
- What Did Jesus Mean? Explaining the Sermon on the Mount and the Parables in simple and universal human concepts (2001).
- Emotions Across Languages and Cultures: Diversity and universals (1999).
- Understanding Cultures Through Their Key Words: English, Russian, Polish, German, Japanese (1997).
- Semantics: Primes and Universals (1996).
- Semantics, Culture and Cognition: Universal human concepts in culture-specific configurations (1992).
- Cross-cultural pragmatics: The semantics of human interaction (1991).
- The Semantics of Grammar (1988).
- English Speech Act Verbs: A semantic dictionary (1987).
- Lexicography and Conceptual Analysis (1985).
- The Case for Surface Case (1980).
- Lingua Mentalis: The semantics of natural language (1980).
- Semantic Primitives (1972).

### Articles
Anna Wierzbicka ha publicat uns 300 articles a les revistes Language, Current Anthropology, American Anthropologist, Man, Anthropological Linguistics, Cognition and Emotion, Culture and Psychology, Ethos, Philosophica, Brain and Behaviourial Sciences i The Journal of Cognition and Culture.